# ليو جي (لاعب كرة قدم)
ليو جي (بالصينية: 刘骥) (27 ديسمبر 1990 في الصين - ) هو لاعب كرة قدم صيني في مركز الوسط. شارك مع منتخب الصين تحت 17 سنة لكرة القدم. أما مع النوادي، فقد لعب مع جيانغسو سونينغ وGuizhou F.C. ‏.